# Czerwony Kocioł

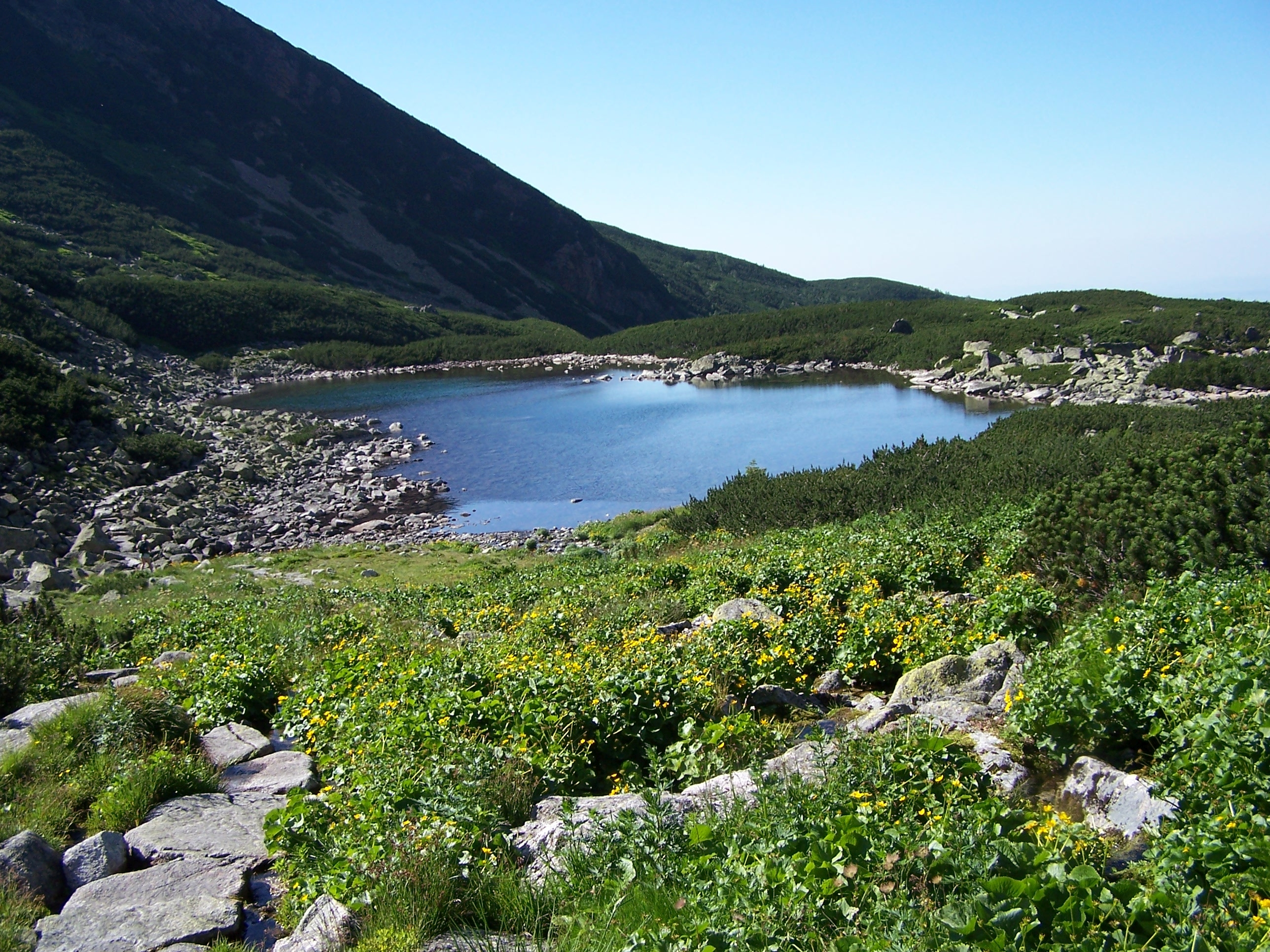

Czerwony Kocioł – cyrk lodowcowy w dolinie Pańszczyca w polskich Tatrach Wysokich. Na jego dnie znajduje się Czerwony Staw Pańszczycki oraz dwa okresowe stawki (ukryte w kosodrzewinie). Nazwę cyrkowi nadał Władysław Cywiński w 2013 r. Północne i zachodnie obramowanie kotła tworzy ściana Żółtej Turni oraz jej północne i wschodnie ramię. Od południa nad kotłem wznosi się grzęda Małej Kopki. Jej zbocza opadające do Czerwonego Kotła to Wyżnie Zielone. Nazwa ludowego pochodzenia – dawniej dolina Pańszczycy była wypasana (wchodziła w skład Hali Pańszczyca).
Dno kotła jest kamieniste i stopniowo zarastające kosodrzewiną. Przez kocioł prowadzi szlak turystyczny na Krzyżne.

## Szlaki turystyczne
żółty szlak z Doliny Gąsienicowej na Krzyżne. Czas przejścia: 2:45 h, ↓ 2:05 h.